# Verquigneul
Verquigneul település Franciaországban, Pas-de-Calais megyében. Lakosainak száma 2013 fő (2022. január 1.). Verquigneul Beuvry, Nœux-les-Mines, Béthune, Labourse és Verquin községekkel határos.

## Népesség
A település népessége az elmúlt években az alábbi módon változott:
| Lakosok száma | 1951 | 1904 | 1919 | 1929 | 1974 | 2019 | 2021 | 2016 | 2013 |
|               | 2013 | 2015 | 2016 | 2017 | 2018 | 2019 | 2020 | 2021 | 2022 |